# B.J. Whitmer
Benjamin Whitmer (Owensboro, 25 gennaio 1978) è un wrestler statunitense.
Lotta nel circuito indipendente con il ring name di B.J. Whitmer. È noto per aver militato nelle più importanti federazioni di wrestling nel panorama indipendente americano, come la Ring of Honor (ROH), Pro Wrestling Guerrilla (PWG), Heartland Wrestling Association e altre.

## Carriera

### Gli inizi (2000-2004)
Whitmer fu allenato da Les Thatcher e debuttò il 23 gennaio 2000 nella federazione del suo maestro, la Heartland Wrestling Association. La prima rivalità di rilievo fu contro "Ice Cream Man" Tony B., prima di formare un team con Jamie Knoble nel 2002. L'8 maggio 2002, vinse il Cruiserweight Title sconfiggendo proprio il suo ex compagno, Shannon Moore e Matt Stryker in un Fatal 4-Way a eliminazione. Il 10 agosto, perse la cintura contro Rory Fox.
Mentre transitava nella HWA, Whitmer venne ingaggiato anche dalla IWA Mid-South. Si fece subito notare arrivando ad un soffio a vincere il primo Sweet Science Sixteen tournament, oggi noto come Ted Petty Invitational. Proprio l'anno seguente, nel 2002, che venne rinominato, Whitmer vinse il torneo, e anche il Revolution Strong Style Tournament. Il 9 aprile 2004, sconfisse Jerry Lynn in un Ironman match da 30 minuti vincendo l'HWA Heavyweight Championship, che mantenne fino al 29 maggio quando fu sconfitto da Petey Williams.
Nel 2001, ebbe qualche match anche per la Pro Wrestling Noah, lottando in più occasioni insieme a Matt Murphy e 2 Cold Scorpio. Partecipò al torneo per l'assegnazione del GHC Junior Heavyweight Championship, ma venne eliminato da Tsuyoshi Kikuchi. Questo fu il suo ultimo match in Giappone fino al 2005, quando tornò in virtù del rapporto di collaborazione stretto tra Ring of Honor e Pro Wrestling Noah; infatti, fu in Giappone che disputò un incontro per il ROH World Championship vinto dall'allora già campione Nigel McGuinness. La contesa era a tre e comprendeva anche Kenta.

### Ring of Honor

#### The Prophecy e team con Dan Maff (2003–2005)
Whitmer debuttò per la Ring of Honor nel gennaio 2003 all'evento Revenge on the Prophecy. Ebbe il suo primo incontro di rilievo con CM Punk il 12 aprile, la contesa finì senza un vincitore poiché Punk effettuò un German Suplex su Whitmer, scaraventandolo su un tavolo, causandogli una piccola commozione cerebrale. Tornò quindi sul quadrato il 31 maggio perdendo contro Dan Maff e successivamente, fece squadra con Raven per affrontare CM Punk e Colt Cabana in un incontro di coppia, vinto da quest'ultimi quando Cabana schienò Whitmer.
Il 28 giugno a sorpresa, vinse un Fatal 4-Way a WrestleRave e diventò primo sfidante al ROH World Championship, ma perse l'incontro decisivo contro Samoa Joe al primo Death Before Dishonor. Dopo essersi guadagnato la possibilità si sfidare nuovamente Joe in un altro Fatal 4-Way, viene battuto anche a Wrath of the Racket il 9 agosto. Tra i mesi di agosto e novembre, Whitmer prese parte al torneo Field of Honor, vincendo il proprio girone e accedendo quindi direttamente alla finale, che si disputò proprio a Final Battle. Qui, perse contro Matt Stryker.
La stessa sera, CM Punk ebbe un alterco con Christopher Daniels, Dan Maff e Allison Danger, tutti membri della stable "The Prophecy", capeggiata da Daniels. Punk chiese a Daniels chi di loro avesse attaccato la sua ragazza e valletta, Lucy, poco tempo prima. La discussione sfociò presto in rissa dove Punk e Cabana affrontavano i membri della Prophecy. A sorpresa, Whitmer uscì dallo stage annunciando che ad aver pianificato l'attacco a Lucy era stato lui, e si unì alla stable di Daniels. Il 10 gennaio 2004, fu così organizzato un 6-man tag team match dove Punk, Cabana e Ace Steel fronteggiavano Daniels, Dan Maff e Whitmer. Il match, come prevedibile, sfociò in una rissa e l'arbitro dichiarò il no contest. Nella confusione generale, Lucy fece il suo ritorno nella ROH schiaffeggiando Whitmer e vendicandosi parzialmente per quanto era accaduto tempo addietro. Nella rissa, Punk provocò un infortunio a Daniels (Kayfabe; in realtà Daniels era in partenza poiché aveva già siglato un contratto con la Total Nonstop Action Wrestling. Questa fu l'ultima apparizione di Daniels in ROH fino al giugno 2005.
Sebbene il capo della Prophecy si fosse trasferito in casa TNA, Maff e Whitmer continuarono a combattere in coppia accompagnati sempre da Allison Danger. Sconfissero i Second City Saints per i ROH World Tag Team Championship a Round Robin Challenge III il 15 maggio, salvo perderli contro Mark e Jay Briscoe più tardi la stessa sera. Il 12 giugno 2004, Maff e Whitmer sconfissero altri tre team in un match ad endurance di cinque minuti. Dopo l'incontro, Maff convinse Whitmer a non combattere più sotto il nome di Prophecy e a non farsi più aiutare a vincere sporco da Allison Danger. Così, entrambi effettuarono un Turn Face. Allison passò così in rassegna vari tag teams per vendicarsi e offriva loro aiuto a coppie come Slash Venom e Chicano oppure i Carnage Crew. Il 26 dicembre, a Final Battle 2004, Maff e Whitmer sconfissero i Carnage Crew in un Fight Without Honor match. Nel 2005, riuscirono a vincere di nuovo i titoli di coppia mattendo gli Havana Pitbulls.

#### Team e rivalità con Jimmy Jacobs (2005–2006)

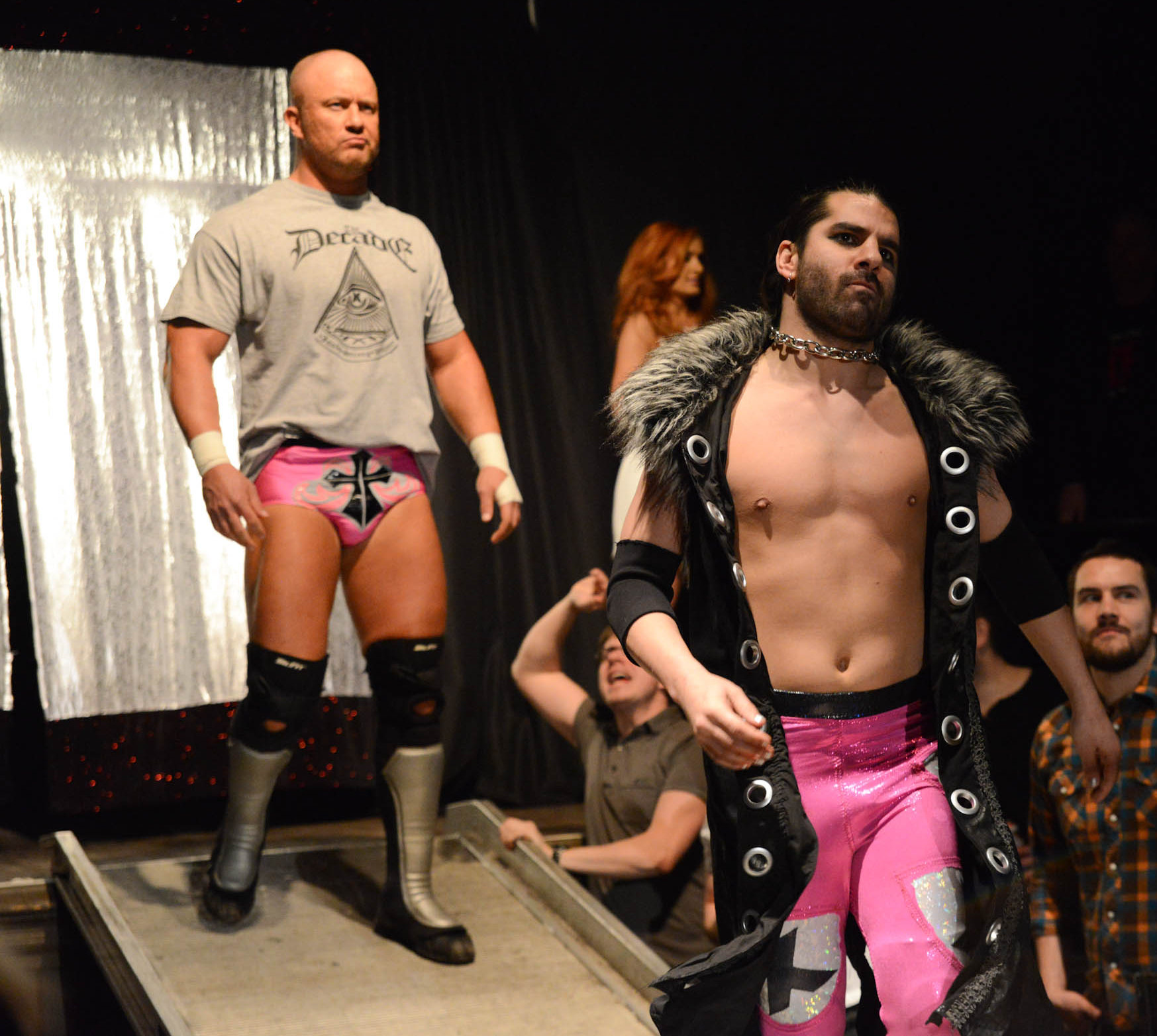
Whitmer (a sinistra) insieme a Jimmy Jacobs.

Maff lasciò poi la ROH a causa di un alterco nel backstage con Homicide, e i titoli di coppia vennero resi vacanti. Fu così che Whitmer trovò un nuovo alleato in Jimmy Jacobs e sconfissero Samoa Joe e Jay Lethal, riconquistando le cinture. Il 9 luglio, i Carnage Crew li privarono dei titoli, ma riuscirono a rivincerli nuovamente il 23 luglio all'evento Homecoming. Il duo perse le corone definitivamente il 1º ottobre 2005 per mano di Sal Rinauro e Tony Mamaluke.
Il giorno seguente, ad Unforgettable, Whitmer e Jacobs assunsero Lacey come loro manager. In un DVD registrato e poi distribuito dalla Ring of Honor, si vedeva come Jacobs fosse evidentemente attratto a Lacey, concentrandosi più su fare colpo su di lei, rispetto ai match in cui era impegnato. Fu così che a Tag Wars, Jacobs costò la vittoria al suo team "Lacey's Angels", in cui era confluito anche Adam Pearce e Jacobs e Whitmer persero anche il loro rematch per i titoli di coppia contro Roderick Strong e Austin Aries. Dopo questa sconfitta, Whitmer si separò da Jacobs. Poco dopo soffrì di un infortunio alla caviglia, tornando sulle scene al Survival of the Fittest 2006, attaccando Jimmy Jacobs durante il suo match contro Chris Hero e Claudio Castagnoli. Insieme a Colt Cabana e Daizee Haze, Whitmer iniziò una rivalità con Lacey, Jacobs e il loro bodyguard Brent Albright, in una serie di match cruenti, incluso quello di Final Battle, dove Albright scaraventò Whitmer su un tavolo con una Powerbomb. La rivalità continuò fino ad inizio 2007, senza avere poi una fine decisiva.

#### The Hangmen Three (2007–2008)
Il 23 febbraio 2007, Whitmer perse contro Takeshi Morishima un match valido per il ROH World Championship a Dayton, in Ohio. Nel settembre 2007, si alleò con Brent Albright, che nel frattempo aveva rotto anche con Jacobs, e Adam Pearce, e i tre assunsero Shane Hagadorn come loro manager. Come membro degli "Hangman Three", Whitmer ebbe alcuni match per i titoli di coppia insieme a Pearce e Albright, ma persero tutti gli incontri decisivi. Quando nel marzo 2008, Albright e Pearce si unirono alla Sweet 'n' Sour Inc., Whitmer rimase da solo e gli Hangmen Three cessarono di esistere.

### Ritiro e ritorno (2008; 2011–2012)

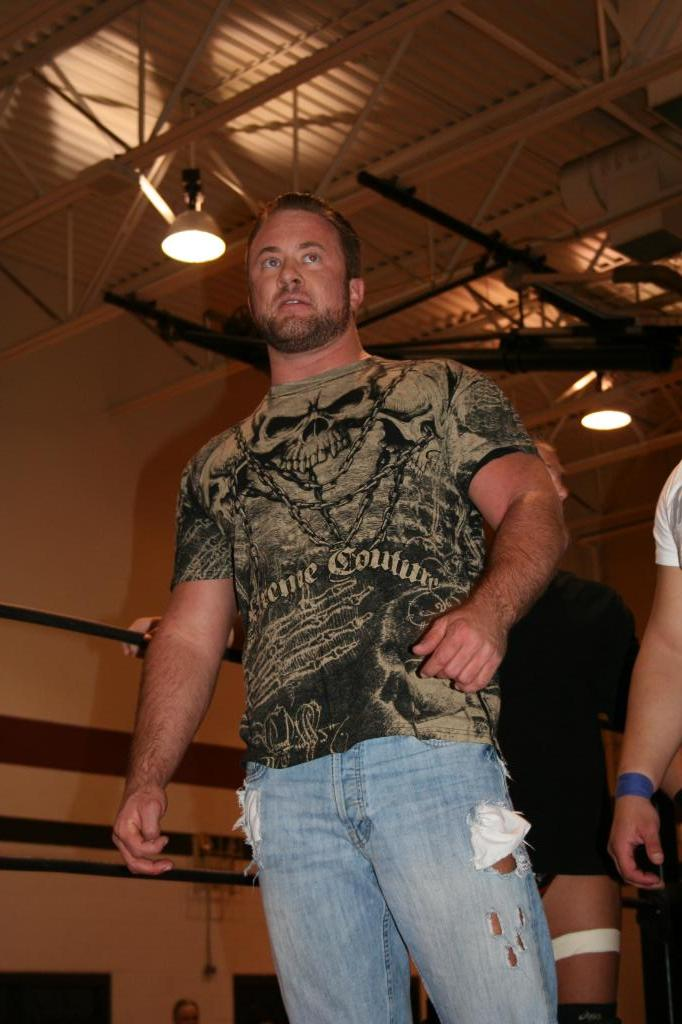
Whitmer nel 2008.

Dopo aver lasciato la Ring of Honor nel 2008, Whitmer annunciò il suo ritiro. Dopo tre anni di assenza dal ring, venne poi annunciato che Whitmer sarebbe tornato a combattere il 19 marzo 2011 nella Heartland Wrestling Association. In quell'occasione, sconfisse Gerome Phillips, vincendo l'HWA Heavyweight Championship, che poi perse il 27 agosto dello stesso anno per mano di Jesse Emerson. Prese poi parte all'Absolute Intense Wrestling's TPI tournament, da non confondere con il Ted Petty Invitational della IWA Mid-South. Il 9 settembre, debuttò per la Dragon Gate USA perdendo un match a 6 in cui la spuntò Brodie Lee. Whitmer tornò poi a calcare il ring della IWA Mid-South vincendo il Light Heavyweight Championship da Bucky Collins, che se lo riprese il mese successivo. A Revolt, l'11 novembre 2011, nella sua prima apparizione in PPV su Internet, sconfisse Vinny Marseglia. Due giorni dopo a Freedom Fight, perse invece contro Brodie Lee.

### Ritorno alla Ring of Honor (2012-2018)

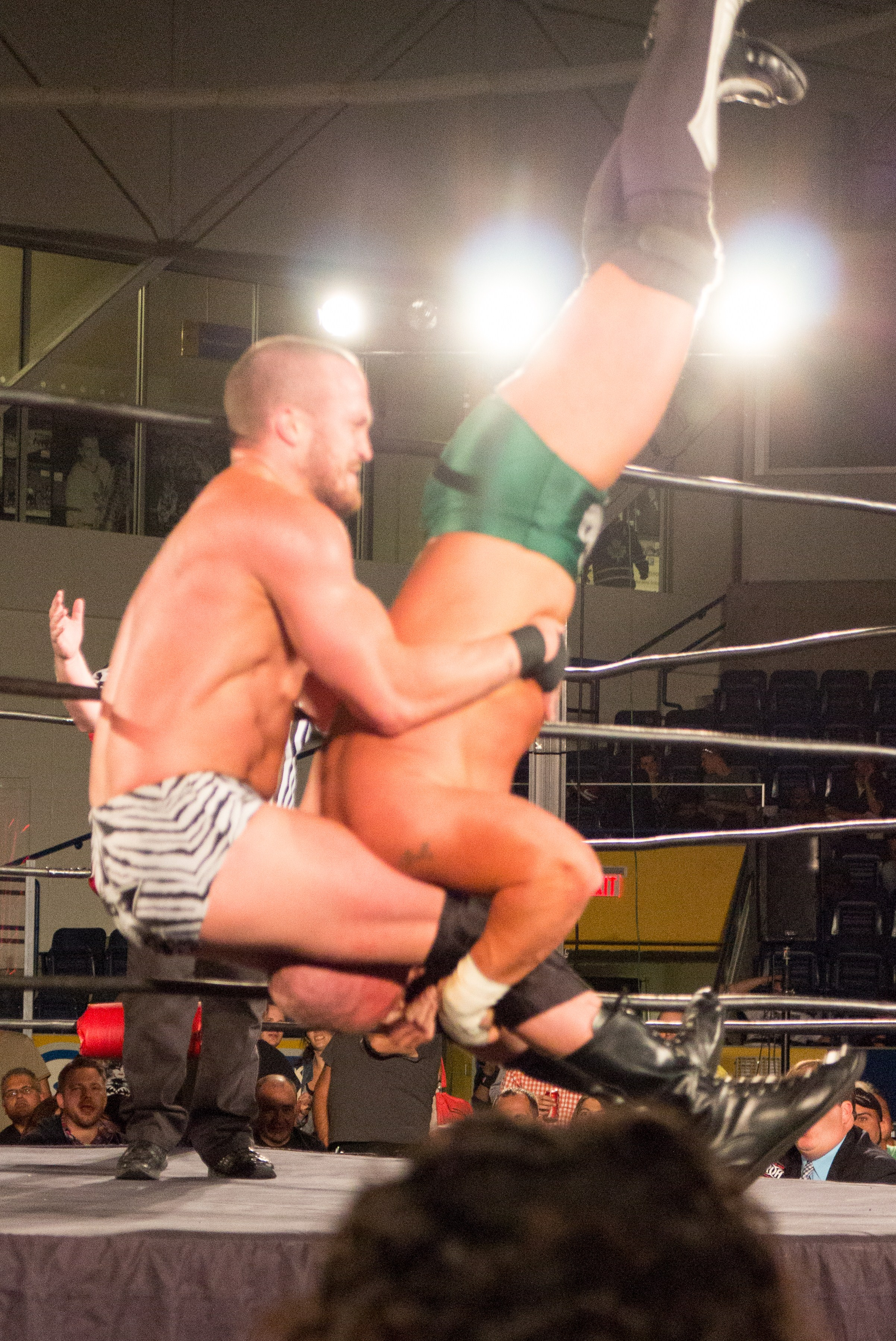
Il piledriver eseguito da Mike Bennett che costò un brutto infortunio al collo a Whitmer.

Il 17 febbraio 2012, Whitmer tornò anche in Ring of Honor, perdendo contro Jay Lethal. Ebbe poi una rivalità con Charlie Haas e Shelton Benjamin insieme a Rhett Titus. La coppia formata da Whitmer e Titus perse ben due match in PPV, uno a Glory By Honor XI, e uno Street Fight a Final Battle, dove Whitmer fu anche scaraventato da Haas su un tavolo. Come risultato di questa mossa, la faida si inasprì in particolar modo tra loro due e si affrontarono singolarmente in un No Holds Barred Match, vinto da Whitmer per decisione arbitrale. Il 18 maggio 2013, ebbe l'opportunità di conquistare il ROH World Championship, ma perse contro Jay Briscoe. In seguito alla sua vittoria a Best in the World nel giugno 2013 contro Mike Bennett, si scatenò una rivalità tra i due. Meno di un mese dopo, all'evento Reclamation, Bennett si prese la rivincita su Whitmer. Il 3 agosto, a All Star Extravaganza, entrambi furono inseriti nella card dell'evento per partecipare al torneo per l'assegnazione del vacante titolo ROH, ma si affrontarono subito al primo turno e nell'occasione Whitmer si infortunò gravemente al collo dopo aver subito un Piledriver dall'apron ring. Pochi giorni più tardi, Whitmer annunciò nuovamente il suo ritiro causa brutto infortunio.
Passò poco più di due mesi, che a Final Battle 2013, Whitmer fece il suo ritorno a sorpresa vincendo un match di coppia insieme ad Eddie Edwards contro Jay Lethal e Roderick Strong. Acclamato dal pubblico, fece poi subito un Turn Heel attaccando Edwards insieme a Strong e al suo ex tag team partner nel primo periodo in ROH, Jimmy Jacobs. Whitmer e Jacobs si riunirono ufficialmente e insieme a Roderick Strong formarono la "Decade", stable che ottenne subito una vittoria contro Adam Page e Mark Briscoe in un tag team match.

## Personaggio

### Mosse finali
- Adrenaline Spike (Reverse piledriver)
- Lariat - dal 2014
- Frog splash
- Wrist-clutch exploder suplex - fino al 2013

### Musiche d'ingresso
- Cochise degli Audioslave (ROH)
- Self Revolution dei Killswitch Engage (ROH)
- Down degli Stone Temple Pilots (CZW/IWA Mid-South/IWC)
- Personal Jesus di Marilyn Manson (IWA Mid-South)
- Thief's Theme dei Nas (ROH; in coppia con Dan Maff)
- Slither dei Velvet Revolver (ROH; in coppia con Jimmy Jacobs)
- Vampires dei Godsmack (ROH; usata come parte degli Hangmen Three)
- Emofarm di Eliot Purse e Judson F. Snell (ROH; usata come parte dei Decade)

## Titoli e riconoscimenti
Absolute Intense Wrestling
- AIW Intense Championship (1)
- AIW Tag Team Championship (1 - con Jimmy Jacobs)

Extreme Wrestling Alliance
- EWA Heavyweight Championship (1)

Heartland Wrestling Association
- HWA Heavyweight Championship (2)
- HWA Cruiserweight Championship (1)

Independent Wrestling Association East Coast
- IWA East Coast Heavyweight Championship (1)

Independent Wrestling Association Mid-South
- IWA Mid-South Heavyweight Championship (2)
- IWA Mid-South Light Heavyweight Championship (1)
- Revolution Strong Style Tournament (2002)
- Ted Petty Invitational (2002)

Jacksonville Wrestling Entertainment
- JWE Heavyweight Championship (1)

Mad Pro Wrestling
- MPW Heavyweight Championship (1)

Midwest Wrestling Alliance
- MWEA Tag Team Championship (4 - con Steve Stone)

New Breed Wrestling Association
- NBWA Heavyweight Championship (1)

Northern Wrestling Xperience
- NWX Heavyweight Championship (1)

Sin City Wrestling
- SCW Tag Team Championship (1 - con Mack Beaman)

Ring of Honor
- ROH World Tag Team Championship (4 - 2 con Dan Maff - 2 con Jimmy Jacobs)

Pro Wrestling Illustrated
- 118º tra i 500 migliori wrestler singoli su PWI 500 (2007)